# Bad Sauerbrunn
Bad Sauerbrunn (Hongaars: Savanyúkút, Kroatisch: Kisela Voda) is een gemeente in de Oostenrijkse deelstaat Burgenland, gelegen in het district Mattersburg (MA). De gemeente heeft ongeveer 1900 inwoners. De plaats was tussen 1920 en 1925 de hoofdstad van Burgenland.

## Geografie
Bad Sauerbrunn heeft een oppervlakte van 2,35 km². Het ligt in het uiterste oosten van het land.
Antau · Bad Sauerbrunn · Baumgarten · Draßburg · Forchtenstein · Hirm · Krensdorf · Loipersbach · Marz · Mattersburg · Neudörfl · Pöttelsdorf · Pöttsching · Rohrbach bei Mattersburg · Schattendorf · Sieggraben · Sigleß · Wiesen · Zemendorf-Stöttera
- Gemeinsame Normdatei: 4503407-2
- Virtual International Authority File: 235663254
- WorldCat: E39PBJdx7h6qtbYGMcBmHp6R8C